# 11228 Botnick
11228 Botnick eller 1999 JW49 är en asteroid i huvudbältet som upptäcktes den 10 maj 1999 av LINEAR i Socorro County, New Mexico. Den är uppkallad efter Aaron Michael Botnick.
Asteroiden har en diameter på ungefär 6 kilometer.